# Angoisse (film, 1981)
Pour les articles homonymes, voir Angoisse (homonymie).
Pour plus de détails, voir Fiche technique et Distribution.
Angoisse (Follia omicida) est un film d'épouvante fantastique franco-italien sorti en 1981 et réalisé par Riccardo Freda.

## Synopsis
Michael Stanford, un jeune acteur prometteur, souffre de fatigue due au surmenage. La fatigue crée de grands trous dans sa mémoire et le rend instable sur le plan du caractère. Lors du tournage de son dernier film, dans lequel il joue le rôle d'un tueur à gages, il manque de tuer réellement sa collègue Beryl, qui joue la victime. Pour toutes ces raisons, dont le stress, Michael décide de se retirer dans la maison de sa mère, en invitant toute l'équipe du film. Ils sont accueillis par le majordome Oliver et la mère de Michael, Glenda, une belle femme qui est très gentille avec toute la troupe, mais qui semble avoir un étrange sentiment de rejet envers son fils. Après l'arrivée de l'équipe, les différents personnages commencent à être décimés des mains d'un mystérieux meurtrier. Michael semble dans un premier temps le principal suspect, mais en réalité le meurtrier est quelqu'un d'autre.

## Fiche technique
Sauf indication contraire, les informations mentionnées dans cette section peuvent être confirmées par la base de données cinématographiques IMDb,  présente dans la section « Liens externes ».
- Titre original : Follia omicida ou Murder Obsession
- Titre français : Angoisse[2]
- Réalisateur : Riccardo Freda
- Scénario : Fabio Piccioni, 	Antonio Cesare Corti, Riccardo Freda
- Photographie : Cristiano Pogany
- Montage : Riccardo Freda
- Musique : Franco Mannino
- Effets spéciaux : Angelo Mattei
- Décors : Giorgio Desideri
- Costumes : Giorgio Desideri
- Trucages : Sergio Angeloni, Lamberto Marini
- Producteurs : Enzo Boetani, Giuseppe Collura, Simon Mizrahi
- Société de production : Dionysio Cinematografica S.r.l., Societé Nouvelle Cinevog
- Pays de production :  Italie -  France
- Langue de tournage : italien
- Format : Couleur (Telecolor) - 1,85:1 - Son mono - 35 mm
- Genre : épouvante fantastique
- Durée : 97 minutes
- Dates de sortie :	
  - Italie : 24 février 1981

## Distribution
- Stefano Patrizi : Michael Stanford / William Stanford
- Martine Brochard : Shirley Dyson, l'assistante réalisateur
- Henri Garcin : Hans Schwartz, le réalisateur
- John Richardson : Oliver
- Laura Gemser : Beryl Fisher, l'actrice
- Anita Strindberg : Glenda Stanford
- Silvia Dionisio : Debora Jordan, la compagne de Michael
- Fabrizio Moroni